# Max Jordan (konsthistoriker)
Max Jordan, född den 19 juni 1837 i Dresden, död den 11 november 1908 i Steglitz, var en tysk konsthistoriker.
Jordan var, efter ett par års museiverksamhet i Leipzig, 1874–1895 direktör för Nationalgalerie i Berlin och utövade ett betydande inflytande på konstförhållandena i Preussen. 
Jordan publicerade Leonardo da Vincis målarbok (tillsammans med Robert Dohme), Adolph von Menzels verk samt bearbetade på tyska Joseph Archer Crowe och Giovanni Battista Cavalcaselles arbete om Italiens målarkonst.